# アメリカ様
『アメリカ様』（アメリカさま）は、宮武外骨による占領期の著作。
極東国際軍事裁判（東京裁判）の開廷日でもある1946年5月3日に蔵六文庫で出版された。大戦中には大日本帝国政府に無批判に隷従し太平洋戦争にひたはしり、敗戦下では自らを半米人と名乗って、新たな主人であるアメリカらの戦勝国を褒め殺し、尻尾を振るという当時の日本人を批判するという内容であった。
宮武外骨は刊行により、GHQによるプレスコード（検閲）で削除命令を受け、結果として日米両国から言論弾圧された。

## 新版刊行
- 『アメリカ様』筑摩書房「ちくま学芸文庫」、2014年。西谷修・吉野孝雄解説
- 元版『宮武外骨著作集　第8巻』河出書房新社、1992年